# قزل کند علیا
قزل کند علیا، روستایی از توابع بخش مرکزی شهرستان بیجار در استان کردستان ایران است.مردم این روستا با زبان کوردی سورانی سخن میگویند.

## جمعیت
این روستا در دهستان سیلتان قرار دارد و براساس سرشماری مرکز آمار ایران در سال ۱۳۸۵، جمعیت آن ۱۰۹ نفر (۲۹خانوار) بوده‌است.